# سیارک ۲۲۸۱۶۵
سیارک ۲۲۸۱۶۵ (به انگلیسی: 228165 Mezentsev، نامگذاری:2009SJ170) دویست و بیست و هشت هزار و صد و شصت و پنجمین سیارک کشف شده‌است که در ۲۶ سپتامبر ۲۰۰۹ کشف شد.